# Tjurkö båtkyrkogård

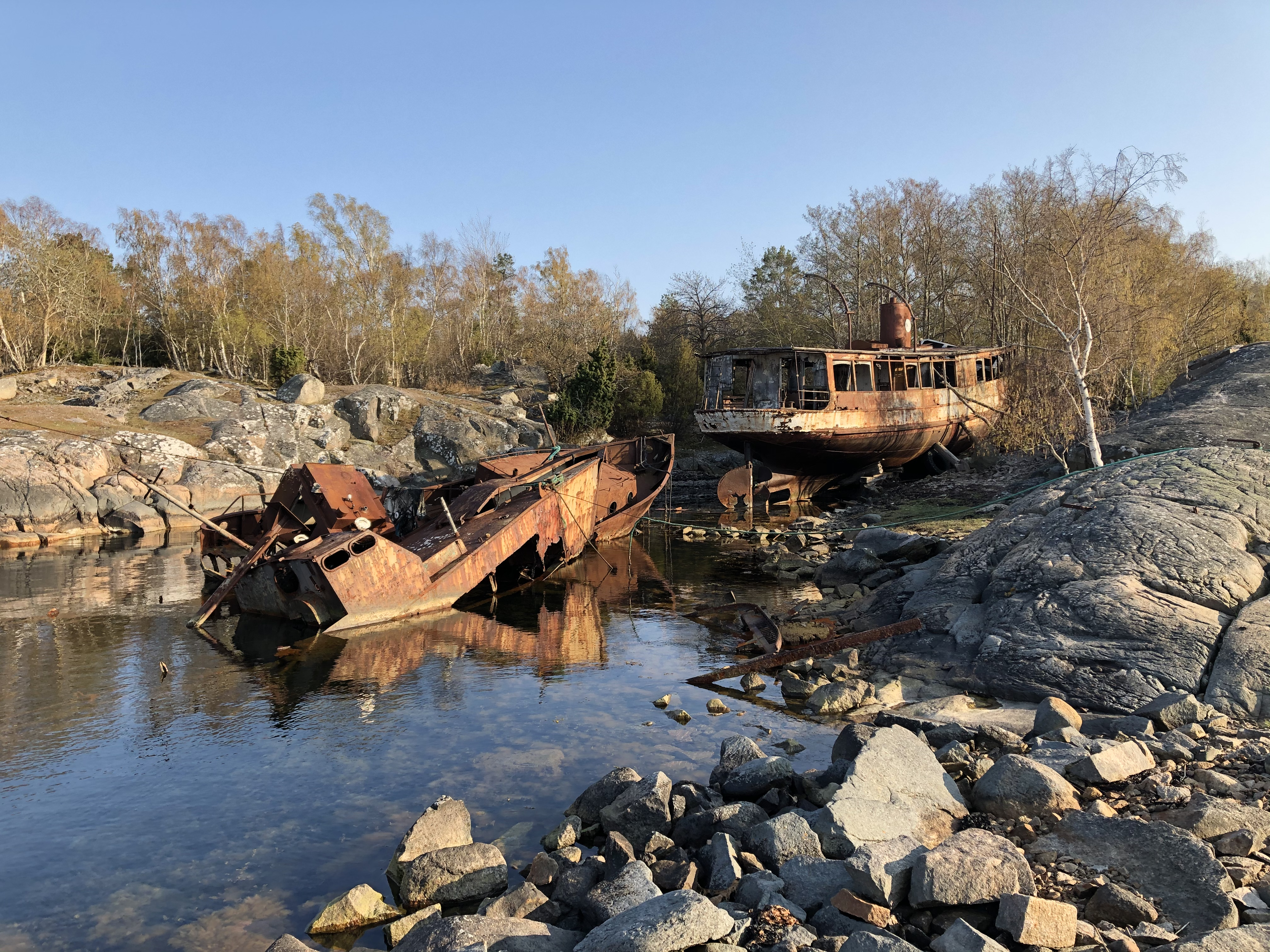
Vy in över båtkyrkogården.

Tjurkö båtkyrkogård är ett område med skrov av båtar som ligger uppdragna på Hägnudden på Tjurkö i Blekinge skärgård. Huvudsakligen består området av båten Trossö och båten Carl. Området har blivit en turistattraktion i Karlskrona. På grund av lågt kulturhistoriskt värde och oro för miljöföroreningar har en diskussion förts om huruvida båtvraken ska tas bort. Politiker och tjänstemän har dock ansett att platsen har ett stort besöks- och upplevelsevärde, och att det inte föreligger miljöhot. Vidare diskussioner har förts om att göra platsen till ett kulturreservat.

## Båtarna

### Trossö

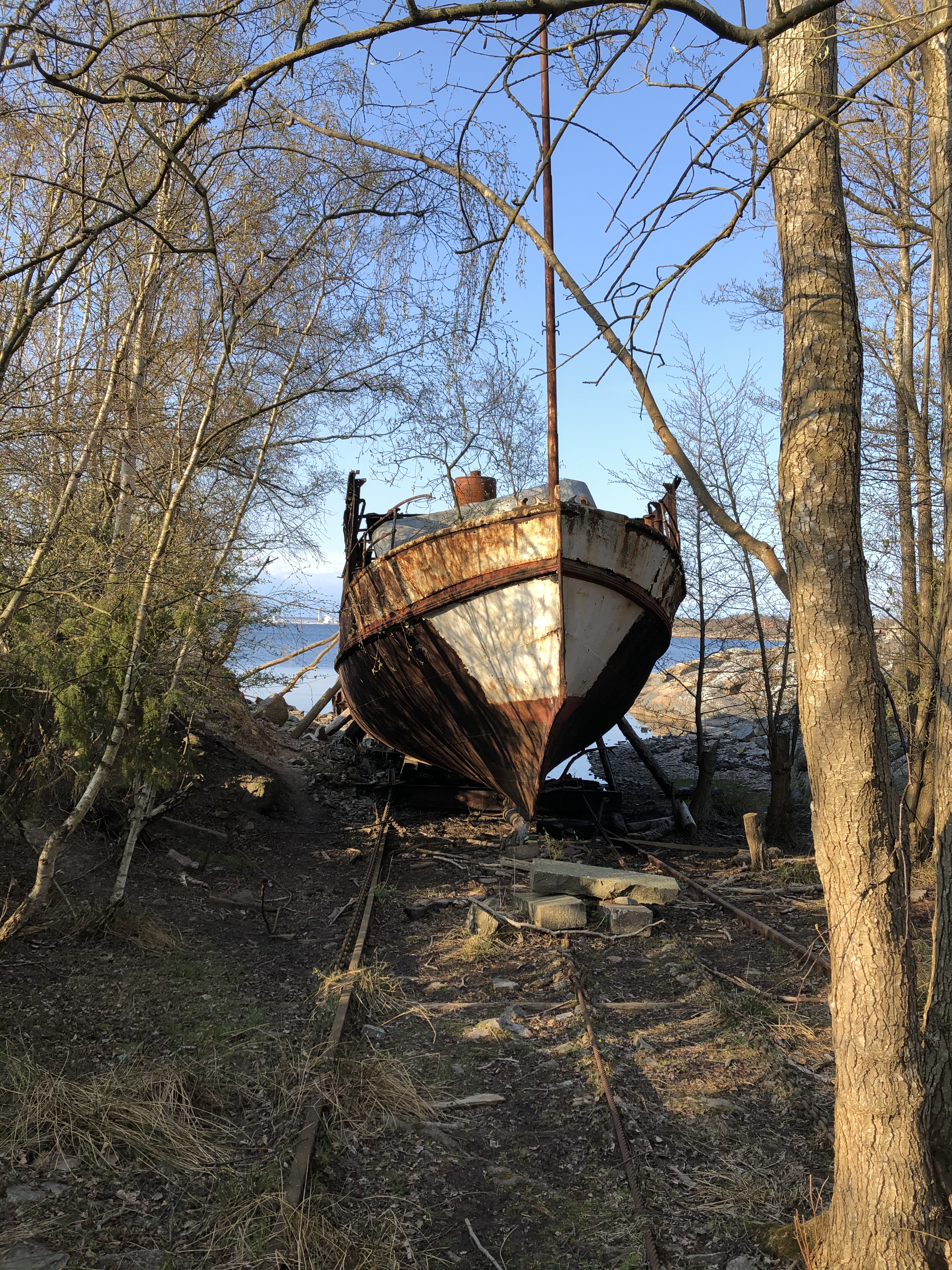
Trossö, byggd 1923.

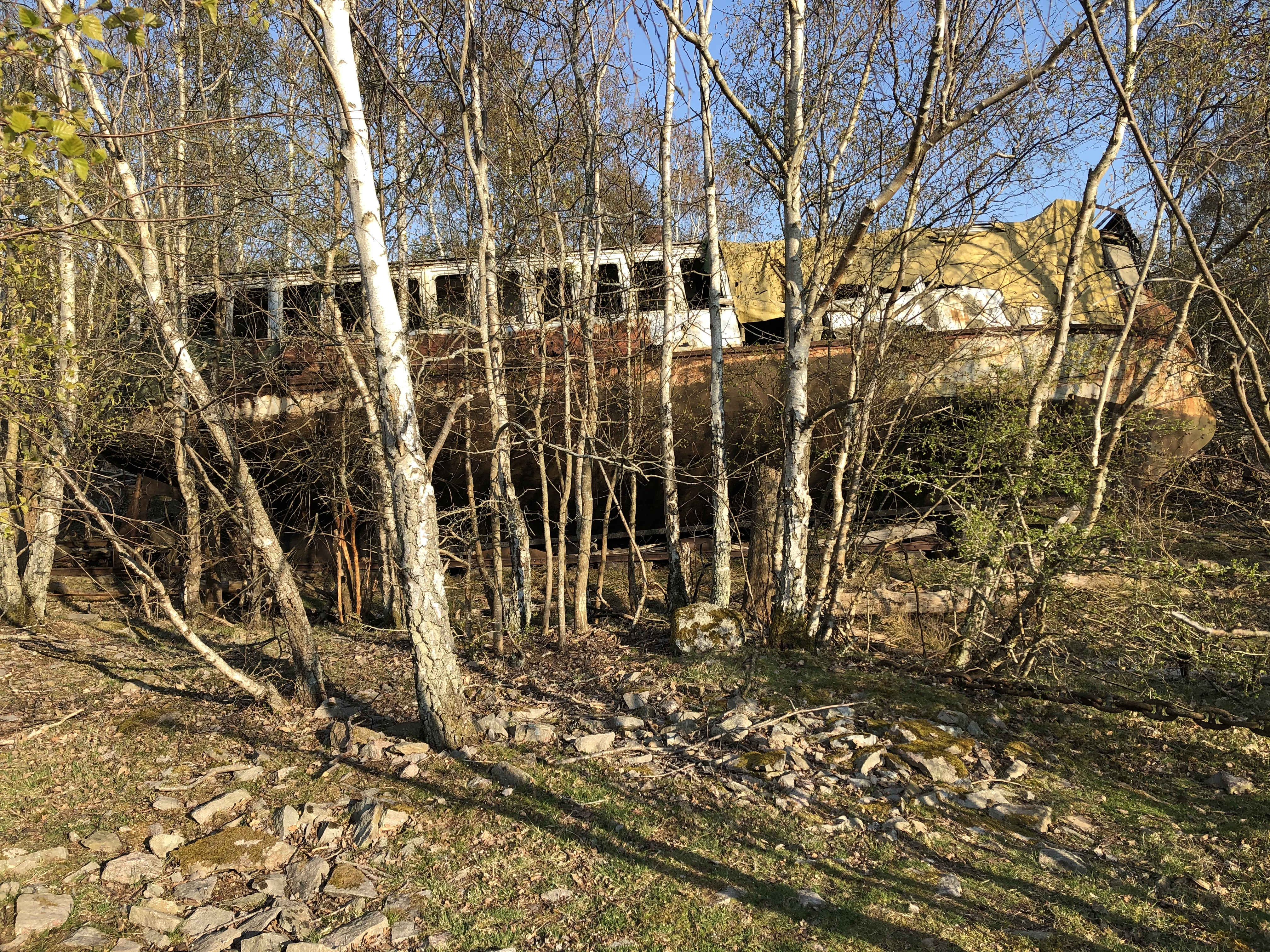
Carl, byggd 1911.

Trossö byggdes 1923 av Bergsunds Mekaniska Verkstad i Stockholm. Samma år började båten användas i Karlskrona, då den levererades till Karlskrona Ångslups AB. Den användes fram till 1941 i staden, då den såldes tillbaka till Stockholm för att trafikera sträckan mellan Märsgarn och Vitsgarn i Stockholms södra skärgård. Den trafikerade sträckan fram till 1962, då den återkom till Karlskrona skärgård för att trafikera sträckan mellan Karlskrona (Skeppsbron), Tjurkö och Sturkö. Vid något tillfälle under 1960-talet slutade den att användas, och lades upp på land på Tjurkö.

### Carl
Båten Carl byggdes 1911 i Kristianstad. Den byggdes av Ljunggrens Verkstads AB. Vid byggnationen fick den namnet Wämöparken I, eftersom den trafikerade sträckan mellan Trossö och Wämö. 1912 såldes dock Wämöparken I till Karlskronas Ångslups AB och döptes då om till Carl. Carl var i bruk fram tills 1970-talet, då den lades upp på land på Tjurkö. Den drogs upp med hjälp av järnvägsräls och flera starka kättingar.

## Båtkyrkogårdens framtid

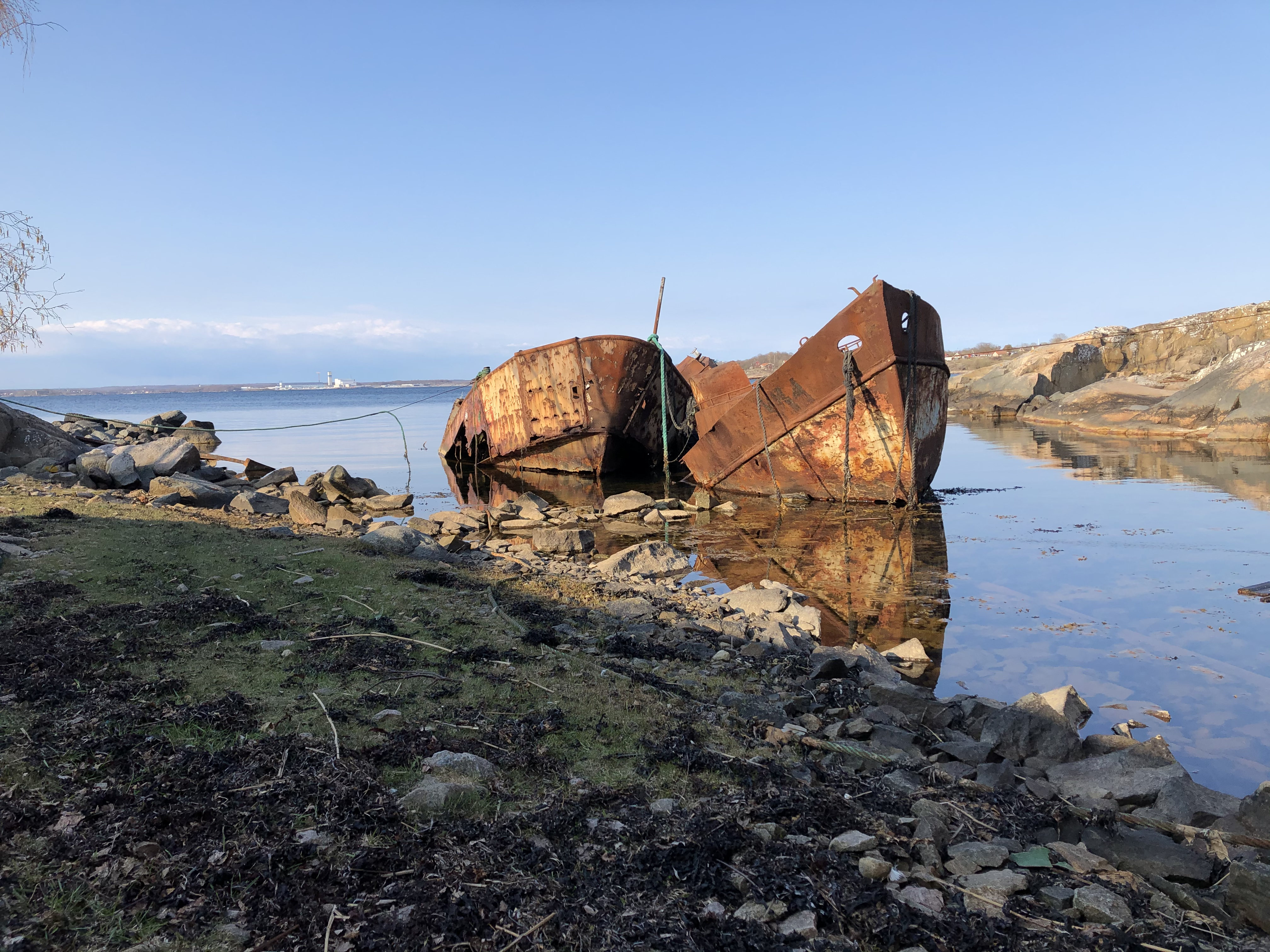

2006 fick markägaren direktiv om att ta bort båtarna. 2014 hade fortfarande detta inte skett. Då inleddes ånyo en diskussion om att städa upp kyrkogården, eftersom samhällsbyggnadsförvaltningen på Karlskrona kommun ansåg platsen skräpig och potentiellt osäker. Sjöhistoriska museets experter menade också att kulturvärdet inte är särskilt högt. Kulturnämnden och nämndens dåvarande ordförande, moderaten Jan Lennartsson, menade dock att platsen har ett stort besöks- och upplevelsevärde, även om det inte hade ett högt kulturvärde, och att man bör se det som en del av sociala rörelser som urban exploration. Diskussioner fördes då om att göra ett kulturreservat av området. 2016 hade dock fortfarande inget skett, på grund av brist på resurser. 2019 kom man fram till att båtkyrkogården får vara kvar, och att den inte utgör ett miljöhot.